# We Are the Winners
«We Are the Winners» (укр. «Ми — переможці») — пісня, виконана 2006 року на пісенному конкурсі Євробачення за Литву гуртом, складеним із литовських зірок, — LT United.

## Історія
Пісня, що тематично нагадує пісню «We Are the Champions» гурту «Queen», є веселим глузливим святкуванням їх нібито неминучої перемоги на пісенному конкурсі Євробачення у формі футбольного співу, з повторюваним приспівом «Ми — переможці Євробачення / Ми, ми! [...] Тож ви маєте голосувати, голосувати, голосувати за переможців» (англ. «We are the winners of Eurovision / We are, we are! [...] So, you gotta vote, vote, vote for the winners!»).
We Are The Winners була однією з небагатьох пісень, яку освистали. Оскільки Литва не пройшла до фіналу Євробачення 2005, пісню вперше виконали у півфіналі (під № 18, після Нідерландів, перед Португалією). За підсумками голосування пісня «We Are The Winners» отримала 163 бали, посівши 5-те місце серед 23 країн і вивівши Литву до фіналу.
У фіналі пісня мала № 14 (після Боснії та Герцеговини й перед Великою Британією. За підсумками голосування пісня We Are The Winners отримала 162 бали, посівши 6-те місце серед 24-х фіналістів і надавши таким чином право Литві на автоматичний прохід до фіналу конкурсу наступного року. Їм найвищі бали поставили Велика Британія й Ірландія. На післяконкурсній прес-конференції переможці Lordi співали приспів «We Are The Winners», як тільки ввійшли.
Можливо, відповідно до футбольного стилю пісні, LT United також записали версію цієї пісні для Чемпіонату світу з футболу 2006 з незначною зміною слів («Ми — переможці/Ви з нами?» (англ. «We are the winners/Are you with us»), наприклад). Цей запис виявився прийнятним для будь-якої команди, оскільки Литва не пройшла до фінальної частини Чемпіонату світу з футболу. Приспів пісні наживо виконав Роббі Вільямс під час його шоу на стадіоні короля Бодуена (Брюссель) 13 червня 2006 року.

## Чарти
| Чарт (2006)             | Найвище місце |
| ----------------------- | ------------- |
| Suomen virallinen lista | 14            |

## Версія 2022 року
Під час традиійної, щорічної національної премії «Lietuvos garbė», яку організовує телебачення «TV3», гурт «LT United» виконав оновлену версію «We Are the Winners», текст якої був суголосний російському вторгненню в Україну,яке відбулося у лютому 2022 року. У новій версії пісні під назвою «You Are The Winners, Ukraina» (укр. «Ви переможці, Україно!»), використано гасло «Слава Україні! — Героям Слава!» ,відома відповідь російському воєнному кораблю з острова Зміїний, та містить слова «Щодня катастрофи у вашій країні, щодня ви боретеся за вашу землю, але істерика ворога — вас не хвилює, боротьба за свободу — не припиниться».